# Большая Чёрная (Московская область)
Большая Чёрная — деревня в городском округе Мытищи Московской области России.

## Население
| 1890 | 1899 | 1926 | 2002 | 2010 |
| ---- | ---- | ---- | ---- | ---- |
| 220  | ↘210 | ↗244 | ↘78  | ↗94  |

## География
Расположена на севере Московской области, в северо-западной части Мытищинского района, примерно в 28 км к северо-западу от центра города Мытищи и 24 км от Московской кольцевой автодороги, на берегу Икшинского водохранилища системы канала имени Москвы. Западнее деревни проходят Дмитровское шоссе А104 и линия Савёловского направления Московской железной дороги.
В деревне 20 улиц, 3 переулка, 2 аллеи, проезд и квартал. Связана автобусным сообщением с железнодорожной станцией Катуар, находящейся в посёлке городского типа Некрасовский Дмитровского района. Ближайшие населённые пункты — деревни Большое Ивановское, Хлябово, посёлки Лётчик-Испытатель и Трудовая, ближайшая станция — Трудовая.

## История
По данным на 1899 год — деревня Марфинской волости 4-го стана Московского уезда Московской губернии с 210 жителями.
В 1913 году в ней было 30 дворов, имелись земское училище и трактир.
По материалам Всесоюзной переписи населения 1926 года — центр Черновского сельсовета Трудовой волости Московского уезда на Дмитровском шоссе, в 4,5 км от станции Икша Савёловской железной дороги, проживало 244 жителя (125 мужчин, 119 женщин), насчитывалось 53 хозяйства, из которых 48 крестьянских, имелась школа 1-й ступени.
С 1929 года — населённый пункт в составе Коммунистического района Московского округа Московской области. Постановлением ЦИК и СНК от 23 июля 1930 года округа как административно-территориальные единицы были ликвидированы.
1929—1935 гг. — центр Черновского сельсовета Коммунистического района.
1935—1939 гг. — центр Черновского сельсовета Дмитровского района.
1939—1954 гг. — центр Черновского сельсовета Краснополянского района.
1954—1959 гг. — деревня Сухаревского сельсовета Краснополянского района.
1959—1960 гг. — деревня Сухаревского сельсовета Химкинского района.
1960—1963, 1965—1994 гг. — деревня Сухаревского сельсовета Мытищинского района.
1963—1965 гг. — деревня Сухаревского сельсовета Мытищинского укрупнённого сельского района.
1994—2006 гг. — деревня Сухаревского сельского округа Мытищинского района.
2006—2015 гг. — деревня сельского поселения Федоскинское Мытищинского района.

## Происшествие
17 июля 1972 года у деревни Большая Чёрная из-за отключения двигателей совершил вынужденную посадку на водную поверхность Икшинского водохранилища самолёт Ту-134 Министерства авиационной промышленности СССР. Находившиеся на борту пять членов экипажа серьёзно не пострадали.